# Bob Attersley
Robert Allan "Bob" Attersley, född 13 augusti 1933 i Oshawa i Ontario, död 12 mars 2010 i Ajax, var en kanadensisk ishockeyspelare.
Attersley blev olympisk silvermedaljör i ishockey vid vinterspelen 1960 i Squaw Valley.